# Michael Marra
Michael Marra (17 de febrero de 1952 - 23 de octubre de 2012) fue un cantante, compositor y músico de Dundee, Escocia. Conocido como el Bardo de Dundee, Marra era un artista en solitario que recorrió el Reino Unido y se presentó en centros de arte, teatros, peñas y salas comunales. Aunque conocido principalmente como compositor, también trabajó mucho en el teatro, la radio y la televisión. Su composición se basaba en la vida de Escocia y se encontró con un público dentro y fuera de la escena de la música folk, que le llevó a trabajar como músico de apoyo a artistas como Van Morrison, The Proclaimers, Barbara Dickson y Deacon Blue. Su canción "Hermless" se sugirió en broma como un potencial himno nacional escocés.

## Orígenes
Marra se crio en el barrio de Dundee Lochee, fue el hijo de una pintora y un maestro de escuela. Su primera presentación en público, en la década de 1950, fue en una fiesta de Navidad dada por NCR, antiguamente una fábrica grande y gran generadora de empleo en la ciudad.

## Muerte
Michael Marra murió el 23 de octubre de 2012, de 60 años, debido a un cáncer de garganta.